# Кайова (Канзас)
Кайова (англ. Kiowa) — місто (англ. city) в США, в окрузі Барбер штату Канзас. Населення — 902 особи (2020).

## Географія
Кайова розташована за координатами 37°1′4″ пн. ш. 98°29′5″ зх. д. / 37.01778° пн. ш. 98.48472° зх. д. (37.017690, -98.484663).  За даними Бюро перепису населення США в 2010 році місто мало площу 2,77 км², уся площа — суходіл.

## Демографія
Згідно з переписом 2010 року, у місті мешкало 1026 осіб у 466 домогосподарствах у складі 273 родин. Густота населення становила 370 осіб/км².  Було 578 помешкань (208/км²).
Расовий склад населення:
| - 95,3 % — білих - 1,2 % — корінних американців - 0,2 % — чорних або афроамериканців - 0,2 % — азіатів - 1,8 % — осіб інших рас |

До двох чи більше рас належало 1,4 %. Частка іспаномовних становила 4,1 % від усіх жителів.
За віковим діапазоном населення розподілялося таким чином: 21,8 % — особи молодші 18 років, 54,5 % — особи у віці 18—64 років, 23,7 % — особи у віці 65 років та старші. Медіана віку мешканця становила 46,9 року. На 100 осіб жіночої статі у місті припадало 96,2 чоловіків;  на 100 жінок у віці від 18 років та старших — 91,9 чоловіків також старших 18 років.
Середній дохід на одне домашнє господарство  становив 65 413 долари США (медіана — 47 813), а середній дохід на одну сім'ю — 77 559 доларів (медіана — 64 063). За межею бідності перебувало 6,1 % осіб, у тому числі 5,7 % дітей у віці до 18 років та 6,1 % осіб у віці 65 років та старших.
Цивільне працевлаштоване населення становило 449 осіб. Основні галузі зайнятості: освіта, охорона здоров'я та соціальна допомога — 29,0 %, сільське господарство, лісництво, риболовля — 17,4 %, роздрібна торгівля — 11,6 %, мистецтво, розваги та відпочинок — 6,2 %.